# Simon Fraissler

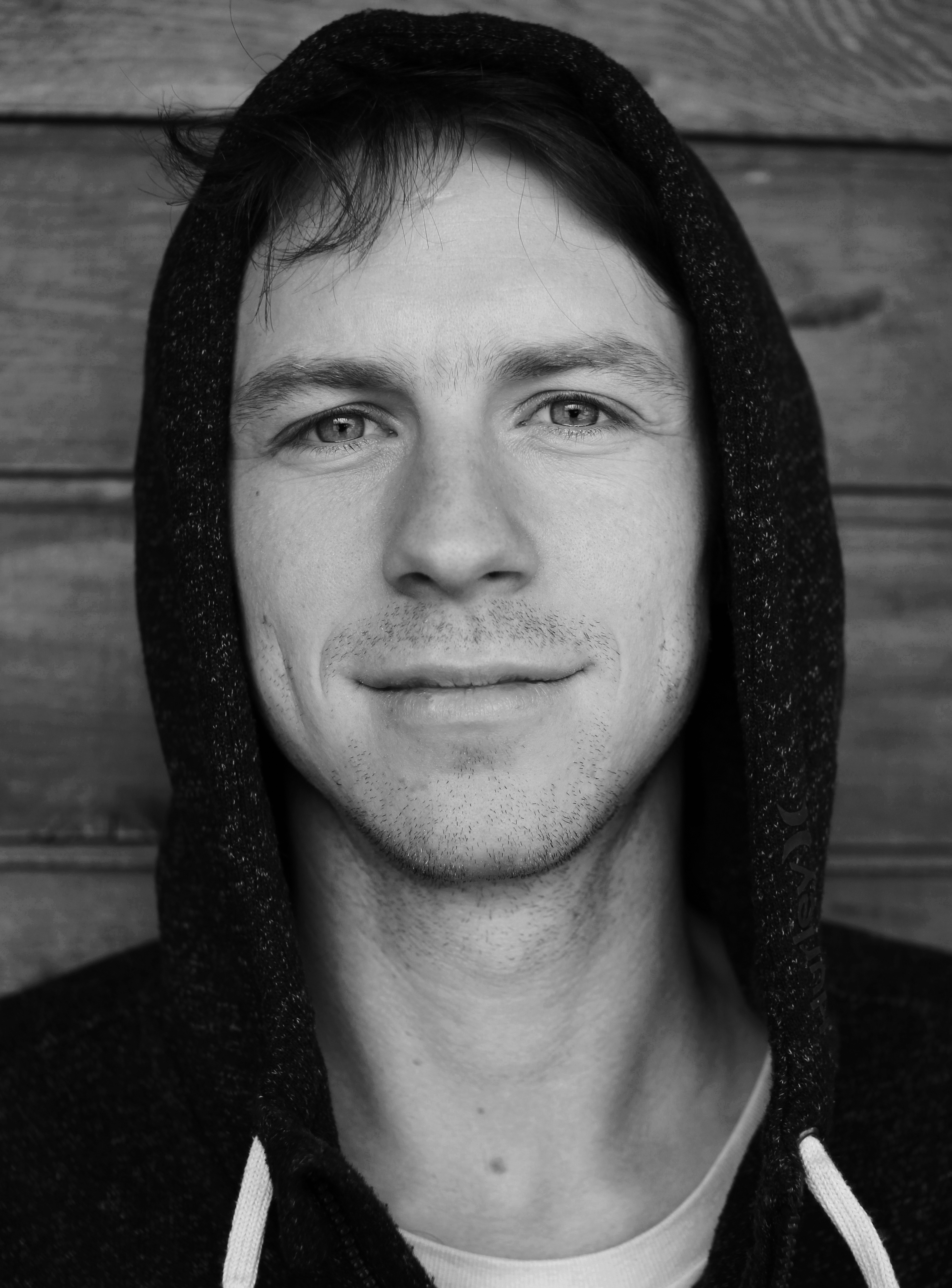
Simon Fraissler

Simon Fraissler (* 7. August 1986 in Graz) ist ein österreichischer Filmemacher und Kameramann und war an Dokumentarfilmen wie Navalny (Oscar für besten Dokumentarfilm) beteiligt.

## Leben
Simon Fraissler wuchs in Seiersberg auf, am Stadtrand von Graz. Nach abgeschlossener AHS-Matura und mehrmonatigem Auslandsaufenthalt in Barcelona studierte er zunächst Digitales Fernsehen an der FH Salzburg. Anschließend trat er sein Masterstudium am Studiengang Multimedia Art an der FH Salzburg an, das er 2012 abschloss. Seither arbeitet Simon Fraissler als Filmemacher und Kameramann und ist Mitgründer sowie Head of Film der Multimedia- und Filmproduktion Fuzion Collective. Sein Debüt-Film Behind the Screen (Regie: Stefan Baumgartner) wurde – neben weiteren Preisen – mit dem Goldenen Delphin der Cannes Corporate & TV Awards ausgezeichnet. Der Dokumentarfilm Navalny, bei dem er als Camera Operator tätig war, wurde – neben weiteren Preisen – mit dem Oscar für den Besten Dokumentarfilm als auch mit dem BAFTA ausgezeichnet.

## Filmografie (Auswahl)
- 2011: Behind the Screen
- 2012: Bergwelten – Die schwarze Madonna
- 2013: Mein Digitales Ich
- 2013: Made in Salzburg
- 2014: In Space
- 2020: Schnee von Gestern? Von der Skination zum Skigebiet
- 2021: Wölfe: Schießen oder Schützen?
- 2022: Navalny
- 2023: Das Gold der Tauern
- 2023: Die Großglockner Hochalpenstraße
- 2023: Der Raxkönig